# Tourbière de Lann Gazel
Tourbière de Lann Gazel este o arie protejată (sit de importanță comunitară — SCI) din Franța întinsă pe o suprafață de 136 ha, integral pe uscat.

## Localizare
Centrul sitului Tourbière de Lann Gazel este situat la coordonatele 48°30′43″N 4°16′08″W / 48.51194°N 4.26889°V.

## Înființare
Situl Tourbière de Lann Gazel a fost declarat arie specială de conservare în baza directivei 92/43 din 1992 referitoare la conservarea habitatelor naturale și a faunei și florei sălbatice pentru a proteja 1 specie de plante și 5 specii de animale.

## Biodiversitate
Situată în ecoregiunea atlantică, aria protejată conține 7 habitate naturale: Pajiști umede atlantice temperate cu Erica ciliaris și Erica tetralix, Păduri de fag acidofile atlantice, cu subarboret de Ilex și, uneori, de asemenea, Taxus, la nivelul arbuștilor (Quercion robori-petraeae sau Ilici-Fagenion), Mlaștini turboase de tranziție și turbării mișcătoare, Turbării active, Pajiști cu Molinia pe soluri calcaroase, turboase sau argilos-nămoloase (Molinion caeruleae), Ape stătătoare oligotrofe până la mezotrofe, cu vegetație de Littorelletea uniflorae și/sau de Isoëto-Nanojuncetea, Pajiști uscate europene.
La baza desemnării sitului se află mai multe specii protejate:
- plante (1): Sphagnum pylaesii
- mamifere (2): vidră de râu (Lutra lutra), liliacul mare cu potcoavă (Rhinolophus ferrumequinum)
- nevertebrate (3): Elona quimperiana, fluturele auriu (Euphydryas aurinia), rădașcă (Lucanus cervus)

Pe lângă speciile protejate, pe teritoriul sitului au mai fost identificate 9 specii de plante, 1 specie de păsări, 1 specie de amfibieni, 2 specii de mamifere, 1 specie de nevertebrate.